# バルカ川
バルカ川（バルカかわ、アラビア語: نهر بركة）はエリトリア高地からスーダンへと流れる川。長さは640km。エリトリアの首都アスマラのすぐそばに発し、北西に流れてアゴルダトを通過。スーダンとの国境付近で支流のアンセバ川が合流する。スーダンでは季節的な流れとなり、トカル付近で三角州を形成し紅海へと至る。